# Aquaeductus cochleae
Der Aquaeductus cochleae, auch Ductus perilymphaticus oder Perilymphgang, ist ein kleiner häutiger Kanal, der den Perilymphraum des Innenohrs mit dem Subarachnoidalraum verbindet. Der Aquaeductus cochleae verläuft im Canaliculus cochleae, einem knöchernen Kanal, der sich von der Scala tympani in der Nähe des ovalen Fensters bis medial des Foramen jugulare erstreckt. Der Aquaeductus cochleae wird von einer gleichnamigen Vene begleitet, der Vena aquaeductus cochleae.